# Puente sobre el río Genil (Benamejí)
El puente sobre el río Genil es un puente situado en el municipio español de Benamejí, en la provincia de Córdoba. Se trata de un proyecto del arquitecto renacentista Hernán Ruiz II y, entre sus obras de ingeniería, el único ejemplo de nueva planta totalmente ejecutado por él mismo. Está situado en un tramo antiguo de la carretera nacional de Córdoba a Málaga (N-331), entre los núcleos de población de Benamejí y El Tejar. Su valor más reseñable es el de obra de ingeniería que responde ejemplarmente a los cánones renacentistas de geometría, composición, proporciones y casi desnudez ornamental. 

## Historia
Con el objetivo de salvar el cauce del río Genil siguiendo el antiguo camino de Antequera, el puente fue subvencionado por el I señor de Benamejí, Diego de Bermuy, en 1550. La infraestructura fue proyectada y ejecutada por el arquitecto Hernán Ruiz II, maestro mayor de las catedrales de Sevilla y Córdoba, quien concluyó las obras en 1566, según la inscripción en la clave central.
En 1940 se llevó a cabo una reforma en la que se amplió el ancho de la calzada, originalmente de 65 decímetros. Con tal objeto se construyeron unos andenes volados, entre pilas y estribos, apoyados sobre una densa línea de ménsulas formadas por canes de hormigón armado, elevando ligeramente la cota del pavimento y dotándolo de acerado. Fue inscrito como bien de interés cultural el 13 de noviembre de 2001 en la categoría de Monumento.
En abril de 2008 se produjo un derrumbe de un extremo del puente debido a las intensas lluvias acontecidas. En julio de 2015 un accidente de tráfico provocó que se dañaran varios sillares del puente, por lo que tuvo que efectuarse una restauración que terminó siete meses más tarde.

## Descripción
En su conjunto se revela como un diseño de tradición medieval, aunque con proporciones que se atienen a conceptos renacentistas. El tablero se sitúa a unos veinte metros sobre el nivel del río, manteniendo prácticamente horizontal el trazado del camino en esta zona, a pesar de lo profundo del cauce. El puente consta de dos grandes estribos desiguales apoyados en las laderas del cauce, dos pilas centrales de planta rectangular con tajamares semicirculares, dispuestas con los lados mayores al hilo de la corriente, y tres arcos desiguales.
Los arcos laterales, entre estribos y pilas, son de medio punto y avanzan sobre una línea de imposta que recorre los elementos sustentantes. Tienen una luz de 88 dm y su rosca está ligeramente rehundida. El arco central, de 30 m de luz, es también de punto medio, con arranque al nivel del agua y con rosca igualmente rehundida, presentando en los arranques, sólo en el intradós, una moldura de resalte. A cierta altura, se reconocen unos grandes mechinales que probablemente correspondan a los anclajes de las cimbras para su construcción. Los tres arcos se trasdosan con una sencilla moldura achaflanada.
La fábrica del puente es de sillares regulares, de tamaño medio, bien labrados y de color homogéneo, de piedra fosilífera. El pretil, que carece de molduras y presenta sus aristas achaflanadas, recorre perimetralmente, ambos lados de la calzada. Sobre los tajamares se ensancha la calzada, generándose una especie de miradores o apeaderos protegidos.
Los únicos elementos ornamentales de que dispone esta construcción, al margen de las sobrias molduras, son los escudos de armas situados en ambas caras de la clave del arco central. Reproducen el mismo tipo heráldico y parecen corresponder a las armas de Diego de Bernuy, primer señor de Benamejí.